# Soc Ravine
Soc Ravine (dt. Soc-Sturzbach/Schlucht) ist ein Bach an der Nordspitze von Dominica. Er entspringt im Gebiet des Grand Fond im Parish Saint Andrew und stürzt an der steilen Nordküste nach wenigen hundert Metern ins Karibische Meer.
Er entspringt aus demselben Einzugsgebiet wie der weiter östlich mündende Desgras Balata River und ist das westlichste Gewässer im Parish Saint Andrew, das komplett im Gebiet des Parish bleibt. In unmittelbarer Nähe verläuft die Grenze zum Parish Saint John und der nächstgelegene Taffia River und dessen Zufluss entspringen zwar aus demselben Grundwasserleiter, er verläuft aber im benachbarten Parish.